# Candidata al poder
Candidata al poder (título original: The Contender) es una película estadounidense - británica - alemán del año 2000 del género de suspenso político. El filme fue dirigido por Rod Lurie, quien también escribió el guion y los papeles principales de la película fueron interpretados por Gary Oldman y Joan Allen.

## Argumento
El vicepresidente de los Estados Unidos ha muerto en medio de su mandato. Por ello Jackson Evans, el presidente demócrata del país, está obligado a proponer un nuevo vicepresidente. El gobernador Jack Hathaway es uno de los favoritos, especialmente después de tratar de salvar a una mujer de ahogarse en una acción atrevida, aunque no hubiera tenido éxito. Sin embargo, Evans, notando algo raro al respecto, opta por la senadora Laine Hanson en vez de Hathaway queriendo además al dejar la presidencia con el legado de haber abierto la posibilidad a las mujeres de poder ser un día presidentes. 
El republicano Sheldon Runyon, que odia al presidente, cosa que sabe, por haberle vencido en una elección en el pasado, está decidido a torpedear su nominación. Él encabeza un comité parlamentario de Illinois para investigar la idoneidad de Hanson y como tal no solo trata de comprometerla con sus preguntas, sino que también publica a escondidas fotos en el Internet que supuestamente muestran a Hanson como estudiante en una orgía sexual. Sin embargo, ella se niega a comentar sobre las fotos y las alegaciones relacionadas, mientras que Runyon trata de ponerla mal públicamente por todos los medios, también demagógicos. 
Cuando la situación llega a ser crítica al respecto, Evans se reúne con Runyon y le sugiere nominar a Hathaway si Runyon lo propone públicamente. Runyon está de acuerdo y lo hace. Más tarde, sin embargo, Evans saca a la luz a través de investigaciones hechas por el FBI después del accidente de la mujer con su apoyo, que el accidente fue falso. Hathaway contrató a la joven mujer del 14 Regimiento del Golfo para sacar su coche de la carretera en ese lugar y sumergirse en el río para luego dejarse rescatar por Hathaway. Para ello Hathaway la pagó 200.000 dólares. Debido a estas revelaciones, Hathaway es arrestado por el FBI por homicidio en negligencia dejando a Runyon como negligente e incompetente en su deber como líder del comité ante todos desprestigiando también todos sus esfuerzos contra Hanson. 
Con testigos que parecen confirmar que Hanson no había participado en ninguna orgía, Evans decide aferrarse a Hanson. En una conversación cara a cara, Hanson también le dice al presidente que tiene una marca de nacimiento en el muslo derecho que le faltaba a la mujer que aparece en las fotos. Sin embargo, aun así ella decide no postularse porque la contestación a las preguntas formuladas por el comité solo llevarían a la confirmación de la legalidad de tales preguntas. 
Evans aparece ante el Congreso de los Estados Unidos. Allí él hace un discurso hablando sobre lo ocurrido. En ese discurso Evans destapa a Runyon como un hombre, que, en su odio hacia él, se ha vuelto indecente y peligroso hasta el punto de haber hecho finalmente todo lo demás. Así él destruye su reputación y su carrera de forma irremediable. Luego vuelve a proponer a Hanson como vicepresidente a pesar de su renuncia por mostrar grandeza al actuar con principios en todo el asunto. El aplauso unánime del Congreso después del discurso muestra la disposición del Congreso de cumplir sin reservas el deseo del presidente, Hanson sale así victoriosa de todo el asunto mientras que el presidente, satisfecho, consigue así al final su legado.

## Reparto
- Gary Oldman - Sheldon Runyon
- Joan Allen -  Laine Hanson
- Jeff Bridges - Jackson Evans
- Christian Slater - Reginald Webster
- Sam Elliott - Kermit Newman
- Saul Rubinek - Jerry Tolliver
- Mariel Hemingway - Cynthia Charlton Lee
- Robin Thomas - William Hanson
- William Petersen - Gobernador Jack Hathaway

## Producción
El director Rod Lurie escribió la obra cinematográfica especialmente para que Joan Allen interpretara a Laine Hanson.  Una vez hecho las preparaciones, se filmó la película entre el 13 de diciembre de 1999 y el 5 de febrero de 2000. Se rodó para ello en California, Virginia, Baltimore, en Washington y en los estudios New Millenium en Petersburg, Virginia.
La banda sonora instrumental de la película fue posteriormente compuesta por Larry Groupé.

## Premios
- 2000: 2 Nominaciones al Oscar: Mejor actriz (Joan Allen); Actor secundario (Jeff Bridges)
- 2000: 2 Nominaciones al Globo de Oro: Mejor actriz (Allen); Actor secundario (Jeff Bridges)
- 2000: Premios Independent Spirit: 2 Nominaciones, incluido Mejor actriz (Allen)
- 2000: Sindicato de Actores (SAG): 2 Nominaciones: Mejor actriz (Allen); Actor secundario (Bridges y Oldman)
- 2000: Asociación de Críticos de Chicago: 1 Nominación: Mejor actriz (Joan Allen)